# Storia contemporanea della Bolivia
La storia contemporanea della Bolivia comprende il periodo successivo all'indipendenza della Bolivia fino ai giorni nostri.

## XIX secolo

Territori persi dalla Bolivia a causa delle guerre di confine.

L'indipendenza del 1825 non portò comunque a stabilità. Per i successivi 60 anni, colpi di stato e costituzioni di breve durata dominarono la scena politica.
Tra il 1828 e il 1900 la Bolivia è impegnata in guerra aperta o latente con il Perù, il Cile, il Paraguay e il Brasile, sempre per questioni di confine o per il controllo di giacimenti minerari o risorse forestali (1899-1900 guerra dell'Acre per il controllo dell'estrazione del caucciù). Il più importanti di questi conflitti, che ha fatto emergere la debolezza militare del Paese, è stato quello della Guerra del Pacifico (1879-1884) quando perse l'unico sbocco al mare sull'Oceano Pacifico e i campi ricchi di nitrati a favore del Cile. Un incremento del prezzo dell'argento portò alla Bolivia una certa prosperità e stabilità politica nel tardo XIX secolo.

## XX secolo

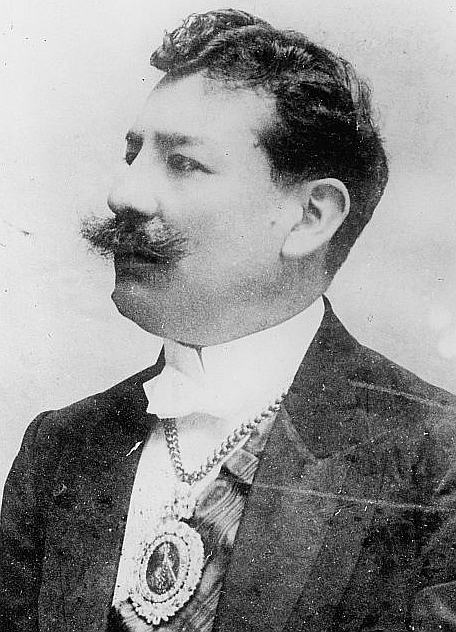
Il Presidente della Bolivia Ismael Montes (1861-1933)

All'inizio del XX secolo, lo stagno sostituì l'argento come maggior fonte di entrata del Paese. Lo sviluppo dell'industria mineraria fu dominata dalla personalità di Simón Iturri Patiño, Mauricio Hoschild e Carlos Víctor Aramayo, che modernizzarono il settore e concentrarono nelle loro mani lo sfruttamento dei giacimenti più redditizi. Le condizioni di vita delle popolazioni indigene, che costituivano più di un terzo della popolazione, rimanevano deplorevoli. Forzati a lavorare in condizioni primitive nelle miniere e nelle prime haciendas (grandi proprietà agricole di stampo feudale), non potevano accedere all'istruzione, alle opportunità economiche e alla vita politica.
La Bolivia si tenne estranea alla prima guerra mondiale, anche se un piccolo gruppo di volontari boliviani partecipò agli eventi bellici sul fronte francese.

### La Guerra del Chaco

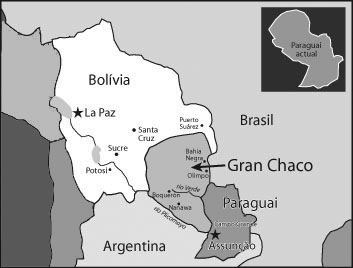
Territori interessati dalla guerra del Chaco (1932-1935).

Combatté invece quella che molti considerano la prima guerra moderna del continente americano: la guerra del Chaco contro il Paraguay (1932-1935). Nonostante fosse più forte dal punto di vista economico e demografico, con un esercito comandato per un periodo anche da un ex generale prussiano della prima guerra mondiale, Hans Kundt, con più mezzi militari tecnologicamente avanzati per l'epoca, come aerei e i primi carri armati usati nel continente, la Bolivia perse la guerra e il territorio del Chaco Boreal boreale anche a causa dei gravi conflitti interni al suo esercito, della corruzione di parte degli ufficiali di maggior grado e della quasi totale estraneità del territorio del Chaco alla realtà nazionale boliviana.
Mentre morivano cinquantamila boliviani, e non solo a causa delle pallottole paraguaiane, ma anche per le difficilissime condizioni climatiche e di rifornimento (principalmente acqua), gli ufficiali organizzavano un colpo di Stato a Villamontes, nella retroguardia, dove deposero il presidente costituzionale Daniel Salamanca. Inoltre, mentre nel fronte mancavano spesso viveri e acqua, nelle retrovie gli alti gradi organizzavano banchetti e altri baccanali. 
Nonostante ciò, non mancarono atti di eroismo e dedizione, soprattutto tra sottufficiali o gradi intermedi, come la difesa del forte del Boquerón dove 800 soldati boliviani, comandati dal colonnello Marzana, resistettero 18 giorni all'assedio di 7500 militari paraguaiani.
La sconfitta segnò comunque una svolta: la grossa perdita di vite e di territori screditò la classe dirigente, mentre il servizio nell'esercito produsse consapevolezza politica tra i nativi.
La guerra del Chaco portò al potere una nuova generazione di militari, con una forte enfasi nazionalista. Il più influente di questi giovani ufficiali fu Germán Busch, presidente dal 1937 fino al suo suicidio nel 1939. Internamente la situazione restava caotica, con il dominio economico e sociale dei baroni dello stagno (Patiño, Hoschschild e Aramayo) che controllavano l'intera economia nazionale. Negli anni trenta, Patiño, un cholo di umili origini, era tra gli uomini più ricchi al mondo, monopolista mondiale dello stagno. Fu opera dei baroni dello stagno la destituzione degli ufficiali nazionalisti e l'instaurazione di un governo pro-USA che partecipò formalmente alla seconda guerra mondiale.
Questa partecipazione generò solo maggior risentimento nella popolazione, giacché si limitò alla fornitura agli Stati Uniti di materia prima a prezzi irrisori, senza nessun reale riconoscimento per l'economia nazionale.

### La Rivoluzione Nazionalista
Tutto ciò contribuì all'avvenimento storico più importante dall'indipendenza: la rivoluzione nazionalista del 1952. Artefice della rivoluzione fu Víctor Paz Estenssoro con il suo Movimiento Nacionalista Revolucionario (MNR). 
Già nel 1949 l'MNR formò una giunta rivoluzionaria nella città di Santa Cruz de la Sierra, che capitolò di fronte all'esercito. Nelle elezioni nazionali successive del 1951, vinse il gruppo praticamente clandestino dell'MNR ma il presidente in carica, Urriolagoitia, preferì consegnare il potere a una giunta militare. 
Solo nell'aprile del 1952 la rivoluzione prese corpo. L'appoggio decisivo della federazione dei lavoratori delle miniere permise, dopo scontri di piazza sanguinosi nella capitale La Paz, il trionfo della rivoluzione.
Dopo 127 anni dall'indipendenza la Bolivia si liberava dell'oligarchia e finiva la schiavitù. Venne istituito il suffragio universale di tutta la popolazione adulta, furono nazionalizzate le miniere di stagno, fu promossa la scolarizzazione nelle campagne e, nel 1953, si decretò una radicale riforma agraria. Con la rivoluzione nazionalista la Bolivia uscì, secondo l'opinione di molti, dall'età feudale. Nonostante questo anche il governo dell'MNR è stato accusato di aver commesso anche molte violazioni dei diritti umani.
Nel 1956 le prime elezioni a suffragio universale portarono un milione di boliviani alle urne. In quelle precedenti del 1951, elezioni ancora per censo, furono 200 000. Con 82% dei voti, l'MNR elesse presidente uno dei principali collaboratori di Paz Estenssoro, Hernán Siles Zuazo.

### La Restaurazione militare
Dodici anni di governi tumultuosi divisero l'MNR. Nel 1964 un comando militare destituì Paz Estenssoro all'inizio della sua terza legislatura e portò al potere il generale René Barrientos Ortuño.
Durante il suo governo si sviluppò la guerriglia capitanata da Che Guevara.
Nel 1966 iniziano a prendere conoscenza del territorio nella zona di Ñancahuazú, nelle pianure secche del Chaco boliviano, le avanguardie di un gruppo guerrigliero il cui leader era il comandante argentino-cubano Ernesto Che Guevara. Durante il 1967 la guerriglia comincia le operazioni con iniziali successi contro il disorganizzato e corrotto esercito boliviano. Nonostante ciò, le difficoltà del territorio scelto, lo scarso appoggio dei contadini della regione, martellati da una propaganda ultra nazionalista del dittatore Barrientos, l'ambiguità del partito comunista boliviano, il tradimento di alcuni quadri della guerriglia poco motivati e preparati e il forte appoggio militare nordamericano, portarono alla sconfitta della guerriglia.
L'8 ottobre 1967 Che Guevara viene catturato ferito dalle truppe boliviane e recluso nella scuola del villaggio di La Higuera, a 2.200 metri slm. Il giorno seguente è assassinato a sangue freddo per ordine del generale Barrientos, dopo che questi aveva diffuso un comunicato affermando che Che Guevara era morto in combattimento.
Nel 1969, alla morte in un misterioso incidente aereo del Presidente René Barrientos, seguirono governi piuttosto deboli. Seguì un colpo di Stato militare e un contro-colpo di sinistra comandato da Juan José Torres. Nel 1971 con l'appoggio di militari e dell'MNR venne installato come Presidente il colonnello (che diventò poi generale) Hugo Banzer Suárez. Questi governò, con il supporto dell'MNR, dal 1971 al 1974. Poi, non sopportando lo scisma nella coalizione, rimpiazzò i civili con membri delle forze armate e sospese le attività politiche. Durante la presidenza di Banzer l'economia crebbe notevolmente, ma le grandi limitazioni alle libertà politiche e civili fecero diminuire il consenso popolare. Indisse le elezioni nel 1978 e la Bolivia ripiombò nel caos. Le elezioni del 1978, 1979, 1980 non portarono a risultati in senso democratico e furono segnate da brogli. Ci furono colpi di stato, contro-colpi e governi guardiani.
Nel 1980, dopo una breve parentesi democratica, il generale Luis García Meza fu l'artefice di un violento colpo di Stato. 
A sorreggere il potere di Meza e del suo ministro dell'interno, Arce Gomez, furono anche squadre di neonazisti e neofascisti, tra questi il terrorista italiano Stefano Delle Chiaie.
Il governo di Luis García Meza fu tristemente noto per gli abusi ai diritti umani, il traffico di droga e la cattiva gestione economica e finanziaria. Tutto ciò portò a una rottura delle relazioni con gli USA, tanto che, le amministrazioni Carter e Reagan, rifiutarono di riconoscere il governo di García, in particolar modo per il suo legame con la droga . Più tardi venne condannato in contumacia per vari crimini, incluso l'omicidio. García fu estradato dal Brasile e dal 1995 sconta una condanna a 30 anni di reclusione.
Con la caduta Garcia Meza si chiudono anche gli anni del dorato esilio in Bolivia di Klaus Barbie, il carnefice nazista chiamato il boia di Lione, che da Barrientos in poi aveva goduto di grande favore da parte dei militari boliviani e che verrà estradato in Francia al ritorno della democrazia nel 1982.
Dopo che, nel 1981, una rivolta militare rovesciò il governo García, altri tre governi militari in 14 mesi cercarono di combattere con i problemi sempre crescenti della Bolivia. L'inquietudine portò i militari a convocare il congresso eletto nel 1980 per far sì che scegliesse il nuovo capo dell'esecutivo.

### Ritorno alla democrazia
Nell'ottobre 1982, 22 anni dopo la fine della sua prima legislatura, Hernán Siles Zuazo divenne nuovamente Presidente.
Con il suo governo iniziò un periodo democratico per la Bolivia che dura fino a giorni nostri.
Tuttavia, le tensioni sociali, esacerbate dalla cattiva amministrazione economica e da una debole leadership, spinsero alla richiesta di elezioni anticipate di un anno prima del suo termine costituzionale.
Nelle elezioni del 1985, l'ADN (Partito di Acción Democrática Nacionalista) del generale Banzer vinse l'elezioni seguito dal MNR del precedente presidente Paz Estenssoro e dal MIR del precedente vice presidente Jaime Paz Zamora. Non venne raggiunta la maggioranza assoluta del voto popolare e, al congresso, il MIR appoggiò l'MNR. Così Paz Estenssoro divenne presidente per la quarta volta. Quando prese l'incarico nel 1985, si trovò di fronte a una crisi economica. Le uscite economiche e le esportazioni rimasero in calo per molti anni.
L'iperinflazione aveva raggiunto il tasso annuale del 24.000% (il prezzo medio dei beni cresceva, cioè, di circa 240 volte da un anno all'altro). In quattro anni, l'amministrazione di Paz Estenssoro raggiunse la stabilità sociale ed economica. I militari rimasero fuori dalla politica, da tutti i maggiori partiti politici e si impegnarono istituzionalmente per la difesa della democrazia. Le violazioni dei diritti umani, che compromisero governi all'inizio degli anni ottanta, non furono più un problema. Comunque i risultati non vennero ottenuti senza sacrifici. Il collasso del prezzo dello stagno nell'ottobre 1985, portò al licenziamento di 20.000 minatori dalle mal gestite miniere di Stato. La cura shock portò al miglioramento delle finanze boliviane ma anche e a fermenti e temporanei disordini sociali.
Nelle elezioni del 1989, l'MNR, con a capo Gonzalo Sánchez de Lozada, ottenne la maggioranza relativa. L'AP (Acuerdo Patriótico), coalizione tra l'ADN del generale Banzer e il MIR di Jaime Paz Zamorra, terzo. Nessun candidato raggiunse però la maggioranza assoluta dei voti popolari e così, in accordo alla Costituzione della Repubblica, stette al Congresso determinare il Presidente. Divenne presidente Paz Zamorra e appartenenti al MIR erano la metà dei ministri. L'ADN (centrodestra) di Banzer portò il controllo del CONAP (Consiglio Politico Nazionale) e di altri ministri.
Paz Zamora fu un Presidente moderato di centro-sinistra il cui pragmatismo economico mediò con le sue origini marxiste. Avendo visto la distruttiva iperinflazione del governo di Siles Zuazo, continuò le riforme economiche neoliberali iniziate da Paz Estenssoro. Paz Zamora portò avanti una linea piuttosto decisa contro il terrorismo interno, ordinando personalmente, nel dicembre 1990, l'attacco ai terroristi del Comision Nestor Paz Zamora (CNPZ) - il cui nome derivava da suo fratello che morì nella rivolta di Teoponte del 1970 - e prendendo severi provvedimenti contro l'Ejército de Guerrilla Tupac Katari (EGTK) nel 1992.
Gli Stati Uniti accusarono l'amministrazione di Paz Zamora di essere poco incisiva nei confronti del traffico di droga. Da una parte il governo riuscì a spezzare alcune reti del narcotraffico, ma nel 1991 emise un decreto che alleggeriva la condanna dei grossi trafficanti. Gli Stati Uniti inoltre non approvarono il fatto che Paz Zamora era in disaccordo con loro per l'eradicazione della coca, usata dagli indigeni dell'Altiplano (oltre che per la cocaina); inoltre Paz Zamora non acconsentì alla modifica, voluta dal governo statunitense, del trattato di estradizione tra i due Paesi, anche se dal 1992 furono estradati due grossi trafficanti. All'inizio del 1994, il Congresso boliviano investigò sui legami del Presidente per indagare sul trafficante Isaac Chavarria, che morì immediatamente dopo l'arresto in prigione, in attesa del fratello. Il deputato del MIR, Oscar Eidwas fu arrestato per simili legami nel 1994 e fu condannato a 4 anni di reclusione nel novembre 1996. Tecnicamente ancora sotto indagine, Paz Zamora si ricandidò alla presidenza nel 1996.
Nel 1993 le elezioni vennero svolte in un clima di confronto democratico. L'MNR sconfisse la coalizione ADN-MIR con un notevole margine e Gonzalo Sánchez de Lozada fu eletto Presidente dal Congresso da una coalizione tra MNR, UCS e alcuni partiti della sinistra come l'MBL (Movimiento Bolivia Libre). Sánchez de Lozada perseguì una politica aggressiva di riforme economiche, con l'appoggio del Fondo Monetario Internazionale. Fece affidamento su politici ex-imprenditori, come egli stesso, ed ex-sostenitori dell'amministrazione di Paz Estenssoro (nella quale Sánchez de Lozada fu ministro).
Durante la presidenza di Sanchez de Lozada, popolarmente chiamato Goni si promulgano molte importanti riforme: quella della partecipazione popolare, che decentralizza l'amministrazione statale assegnando nuova autonomia e fondi per i comuni, la legge INRA, di controllo e riforma sul possesso delle terre, la legge forestale, che regolamenta e controlla lo sfruttamento delle foreste, introducendo controlli fiscali e permettendo la partecipazione di imprese popolari e indigene nello sfruttamento, e l'istituzione del Bonosol, una specie di pensione annuale per gli ultra sessantacinquenni. Si consolidano e definiscono inoltre i Territori Comunitari d'Origine, per le popolazioni indigene, specialmente dell'area amazzonica e del Chaco.
Modifiche radicali riguardarono anche il programma di capitalizzazione e privatizzazioni. Gli investitori acquisirono il 50% della proprietà e il controllo sulle imprese pubbliche, come l'impresa petrolifera di stato, sistemi di telecomunicazioni e compagnie elettriche. L'impresa dei telefoni nazionali, Entel, venne capitalizzata dalla STET italiana; quella ferroviaria, da un'impresa cilena. Meno bene è andata con la capitalizzazione della compagnia aerea di bandiera, LAB (Lloyd Aereo Boliviano), che, dopo essere passata dalle mani di un'impresa brasiliana, è tornata ad essere controllata da capitale privato boliviano aggravando però la crisi della compagnia.
Le riforme e la ristrutturazione economica furono contrastati da una parte della società che lo accusava di vendere la Patria e che organizzò numerose manifestazioni, in particolare a La Paz e nelle regioni dove erano presenti le coltivazioni della coca, dal 1994 al 1996. Argomento a parte la questione idrocarburi, saldamente legata alle vicende politiche boliviane di questi ultimi anni. Petrolio e gas sono stati nazionalizzati in Bolivia alla fine degli anni trenta e quindi all'inizio degli anni settanta del secolo scorso. Nel 1996 sono state date in concessione a imprese straniere vaste aree di esplorazione petrolifera.
Nelle elezioni del 1997, il generale Hugo Banzer, capo dell'ADN, prese il 22% dei voti, mentre il candidato dell'MNR prese il 18%. Banzer venne appoggiato da un'ampia coalizione populista tra ADN, MIR, UCS e partiti facenti parte della coalizione CONDEPA (Conciencia de Patria) che gli fecero ottenere la maggioranza nel Congresso. Il Congresso lo elesse Presidente il 6 agosto 1997.
Sotto questo governo, furono capitalizzate anche le due raffinerie boliviane. Al momento della capitalizzazione il petrolio valeva attorno ai 18 us$ al barile. L'impresa statale petrolifera, YPFB, non aveva capacità di investimento sul terreno principalmente perché parte dei benefici prodotti venivano spartiti tra i componenti dei governi di turno. Gli investimenti nell'esplorazione delle nuove imprese perfezionarono il lavoro svolto da YPFB e aumentarono rapidamente le riserve accertate del paese, principalmente quelle gassifere.

## XXI secolo
Con la disastrosa presidenza di Banzer l'economia boliviana era al tracollo.

### Sánchez de Lozada, Mesa e le proteste contro la privatizzazione delle risorse
Tra gennaio e aprile 2000, furono organizzate grosse manifestazioni di proteste anti-privatizzazioni, in particolare a Cochabamba e a El Alto a causa della privatizzazione dell'acqua proveniente dagli acquedotti municipali. Il governo instaurò la legge marziale, arrestando i capi della protesta e spegnendo le stazioni radio. A seguito di pressioni e manifestazioni, il Governo cedette e ritornò sui suoi passi il 10 aprile 2000. Jorge Quiroga, il Vicepresidente, sostituì Banzer alla morte di quest'ultimo, senza tuttavia modificare la situazione.
Nelle elezioni del 2002, Sánchez de Lozada corse nuovamente e superò di stretta misura il suo rivale, il cocalero (coltivatore di coca) aymara Evo Morales del Movimiento al Socialismo (MAS). L'elezione non fu priva di polemiche. In particolare, l'ambasciatore statunitense, Manuel Rocha, minacciò di tagliare ogni tipo di aiuto e di chiudere il proprio mercato al Paese se avesse vinto Morales. Morales rivendicava il diritto dei nativi di coltivare la coca per destinarla a un mercato prevalentemente interno (diverso dalla produzione di cocaina). Appoggiato dai cocalero e da una buona parte della popolazione nativa prese circa il 19% dei voti contro il 21% di Sánchez de Lozada (detto Goni), che fu quindi confermato Presidente.
Per risanare l'economia, venne presentato il progetto di costruzione di un gasdotto via Cile per esportare gas agli USA e al Messico. Ciò scatenò sopiti risentimenti popolari contro Sánchez de Lozada, contro il Cile (ricordando l'accesso al mare perduto in favore di questo Paese nella Guerra del Pacifico) e in generale contro le privatizzazioni con capitale straniero.
La recessione economica durata 4 anni, l'aumento della pressione fiscale e le tensioni etniche di lunga data sfociarono, nel febbraio 2003, in proteste sociali che portarono alla richiesta di dimissioni di Sánchez de Lozada. Scoppiò nel Paese quella che venne chiamata la Guerra boliviana del gas: una disputa tra la regione altoplanica (in particolare nei pressi di La Paz), più povera di risorse naturali e maggiormente abitata dai nativi, e la zona di Santa Cruz de la Sierra, in forte espansione economica, ricca di gas naturali. Gli abitanti dell'altopiano chiedevano con forza la nazionalizzazione delle risorse naturali (acqua e gas), mentre Goni e chi aveva in mano la gestione delle risorse nel sud del Paese (quella che venne chiamata la lobby crucena) volevano alzare il prezzo del gas per realizzare maggiori profitti.
La protesta si concentrò nella città di El Alto, città satellite di La Paz cresciuta vertiginosamente. Gli alteños bloccarono i rifornimenti alla capitale. Il Presidente utilizzò l'esercito per reprimere le proteste. Il bilancio fu tragico: morirono, negli scontri, 56 persone.
Nell'ottobre 2003 Sánchez de Lozada fuggì a Miami (Florida) e venne automaticamente sostituito dal suo vice Carlos Mesa che aveva appena ritirato il suo appoggio al governo di Goni. Mesa cercò, da una parte, di proseguire la politica di rigore del suo predecessore, e dall'altra di elargire qualche concessione a Evo Morales e al suo partito (MAS). Mesa convocò un referendum sulle risorse energetiche che non accontentò le parti in conflitto e provocò divisioni all'interno del MAS. Questo atteggiamento "cerchiobottistico" aumentò le inquietudini della nuova area economica centrale del Paese, quella attorno a Santa Cruz de la Sierra. Per la prima volta, l'oriente della Bolivia, i due terzi del territorio nazionale, in passato considerato subalterno alla regione andina, parlò di autonomia dal potere centrale: ne nacque addirittura un movimento secessionista.
Anche nell'altiplano ripresero i contrasti sociali con scioperi e blocchi stradali che pregiudicarono ogni possibilità di alleanza tra Mesa e il MAS di Morales. In particolare, la zona norte di La Paz e la confinante città di El Alto bloccarono nuovamente le strade principali per uscire dalla capitale e l'aeroporto internazionale (sito a El Alto). Gli scontri raggiunsero il culmine quando, a seguito di violenti scontri, morì un manifestante. Questo portò alla mente i morti delle manifestazioni che spinsero alla fuga Sánchez de Lozada.
Carlos Mesa rassegnò le dimissioni il 7 marzo 2005 e il 10 marzo, con la capitale assediata, il Congresso riunitosi a Sucre, elesse Eduardo Rodríguez Veltzé, capo della Corte Suprema (terza carica istituzionale del paese), come nuovo Presidente. Questi decise di indire le elezioni generali nel dicembre 2005. Dopo una ridistribuzione territoriale dei seggi avvenuta nei mesi precedenti, a seguito di una richiesta fatta da alcuni parlamentari, le elezioni vennero svolte il 18 dicembre in un clima democratico e con altissima partecipazione.

### Evo Morales, il Presidente indio
Nonostante i sondaggi prevedessero per il MAS circa il 35% dei voti, le elezioni vennero vinte dal MAS con oltre il 53% dei voti, portando alla presidenza della repubblica, Evo Morales. Nonostante la vittoria ottenuta, a causa della legge elettorale boliviana, il MAS ha la maggioranza alla camera ma non al senato. L'insediamento del primo presidente indio della Bolivia ebbe luogo il 22 gennaio 2006 con tre cerimonie: una a Tiahuanaco (antica capitale dell'omonima antica civiltà preincaica), una a La Paz in Plaza San Francisco e un'altra, sempre a La Paz, nella sede istituzionale del palazzo presidenziale.
Il 29 aprile 2006 la Bolivia aderì all'Alternativa Bolivariana per le Americhe (ALBA), un progetto di cooperazione politica, sociale ed economica tra i paesi dell'America Latina e i paesi caraibici, promossa dal Venezuela e da Cuba in alternativa (da cui il nome) all'Area di Libero Commercio delle Americhe (ALCA) voluta dagli Stati Uniti.
Il 1º maggio 2006, Evo Morales, decretò la definitiva nazionalizzazione dei giacimenti di idrocarburi del Paese, dispiegando militari e funzionari del Yacimientos Petrolíferos Fiscales Bolivianos presso alcune installazioni petrolifere e di gas. Questa azione, in linea con le promesse fatte durante la campagna elettorale, creò molta apprensione in Spagna e Brasile, principali compratori del gas boliviano e in Argentina, destinataria del gas della spagnola Repsol. Con questa riforma lo stato boliviano guadagnerà circa l'80% dei profitti dell'estrazione del petrolio.
Nello stesso mese, il governo di Morales, annunciò una nuova riforma agraria per la redistribuzione della terra ai contadini. Si tratta di una proposta controversa e che potrebbe creare conflitti tra i nuovi concessionari di terre, principalmente di origine altipianica, quechua e aymara come Morales, e gli oltre 30 gruppi indigeni delle terre tropicali amazzoniche e del Chaco, dove sono ubicate le terre a distribuirsi. Inoltre questa proposta, secondo gli oppositori, potrebbe aggravare ulteriormente la distruzione di ecosistemi forestali e savane e porre in pericolo aree protette e parchi nazionali.

#### L'Assemblea costituente
Il 6 agosto 2006 è stato definito da Morales “jacha uru” (il "gran giorno" in lingua aymara, utilizzato anche con il significato di "giorno del principio"): infatti il presidente della Repubblica ha inaugurato l'insediamento della prima Assemblea costituente eletta a suffragio universale e composta da una maggioranza di indigeni boliviani. Morales ha affermato: «Questa Assemblea costituente deve avere tutti i poteri ed essere al di sopra di Evo Morales, del Parlamento, del potere giudiziario. Non stiamo parlando di una semplice riforma costituzionale ma della rifondazione della Bolivia. Mi inchino ai poteri della costituente».
L'Assemblea costituente, insediatasi a Sucre, durerà un anno ed è composta da 255 costituenti, 137 dei quali (il 53,7%) eletti tra le file del MAS di Morales, altri 60 seggi (il 23,5%) sono andati a Podemos, il maggiore partito d'opposizione, mentre i restanti seggi sono suddivisi tra altri 12 partiti. La significativa maggioranza ottenuta da Morales riflette l'orientamento del paese, ma non è sufficiente per approvare una nuova costituzione, visto che, secondo il decreto presidenziale che ha convocato le elezioni per la costituente, è necessario il consenso dei due terzi dell'Assemblea.
Il governo, senza i voti dell'opposizione, ha approvato un nuovo regolamento con il quale gli articoli della nuova costituzione potranno essere approvati con la maggioranza semplice, fermo restando che il testo finale dovrà essere assoggettato all'approvazione dei 2/3. Non raggiungendo questa quota di voti, verrebbe sottoposto a referendum. Se, da un lato, queste modifiche dovrebbero servire per arrivare a un testo costituente in tempi ragionevoli, dall'altro, vi è il rischio di un'ulteriore spaccatura nel paese.